# Baba Annanow
Baba Annanow (ros. Баба Аннанов, ur. 20 lutego 1934 w Garadamaku koło Aszchabadu, zm. 27 grudnia 1991 w Aszchabadzie) – radziecki i turkmeński aktor filmowy, reżyser i scenarzysta. Ludowy Artysta ZSRR (1985).
Ukończył studia w Instytucie Teatralnym im. Ostrowskiego w Taszkencie, pod kierunkiem Niny Timofiejewnej.

## Wybrana filmografia
- 1971: Ostatnia gra Karima
- 1978: Kugitańska tragedia
- 1978: Stepowy rumak
- 1980: Drzewo Dżamał

## Odznaczenia[2]
- Zasłużony Artysta Turkmeńskiej SRR (1966)
- Ludowy Artysta Turkmeńskiej SRR
- Ludowy Artysta ZSRR (1985)